# Crusaders FC
Crusaders Football Club je fotbalový klub ze Severního Irska z Belfastu. Založen byl roku 1898. Klubové barvy jsou červená a bílá.
Čtyřikrát vyhrál 1. severoirskou ligu (1972–73, 1975–76, 1994–95, 1996–97) a 5–krát severoirský fotbalový pohár (1966–67, 1967–68, 2008–09, 2018–19, 2021–22). Jedenáctkrát se zúčastnil evropských pohárů, nikdy se mu však nepodařilo postoupit přes svého úvodního soupeře.

## Výsledky v evropských pohárech
| Sezóna  | Soutěž | Kolo  |           | Soupeř             | Skóre     | Celkem |
| ------- | ------ | ----- | --------- | ------------------ | --------- | ------ |
| 1967–68 | PVP    | 1.    | Španělsko | Valencia CF        | 0-4, 2-4  | 2-8    |
| 1968–69 | PVP    | 1.    | Švédsko   | IFK Norrköping     | 2-2, 1-4  | 3-6    |
| 1973–74 | PMEZ   | 1.    | Rumunsko  | Dinamo Bukurešť    | 0-1, 0-11 | 0-12   |
| 1976–77 | PMEZ   | 1.    | Anglie    | Liverpool FC       | 0-2, 0-5  | 0-7    |
| 1980–81 | PVP    | 1.    | Wales     | Newport County AFC | 0-4, 0-0  | 0-4    |
| 1993–94 | UEFA   | 1.    | Švýcarsko | Servette FC        | 0-0, 0-4  | 0-4    |
| 1995–96 | UEFA   | Př.   | Dánsko    | Silkeborg IF       | 1-2, 0-4  | 1-6    |
| 1996–97 | UEFA   | Př.   | Litva     | Žalgiris Vilnius   | 0-2, 2-1  | 2-3    |
| 1997–98 | LM     | 1.př. | Gruzie    | FC Dinamo Tbilisi  | 1-3, 1-5  | 2-8    |
| 2009–10 | EL     | 2.př. | Makedonie | FK Rabotnički      | 1-1, 2-4  | 3-5    |
| 2011–12 | EL     | 2.př. | Anglie    | Fulham FC          | 1-3, 0-4  | 1-7    |